# 杰茜卡·斯滕森
杰茜卡·斯滕森（英語：Jessica Stenson，1987年8月15日—），旧姓特伦戈夫（Trengove），澳大利亚女子田径、篮网球运动员。她曾代表澳大利亚参加2014年、2018年和2022年英联邦运动会田径比赛，获得一枚金牌和二枚铜牌。